# Dynamická funkční scintigrafie ledvin

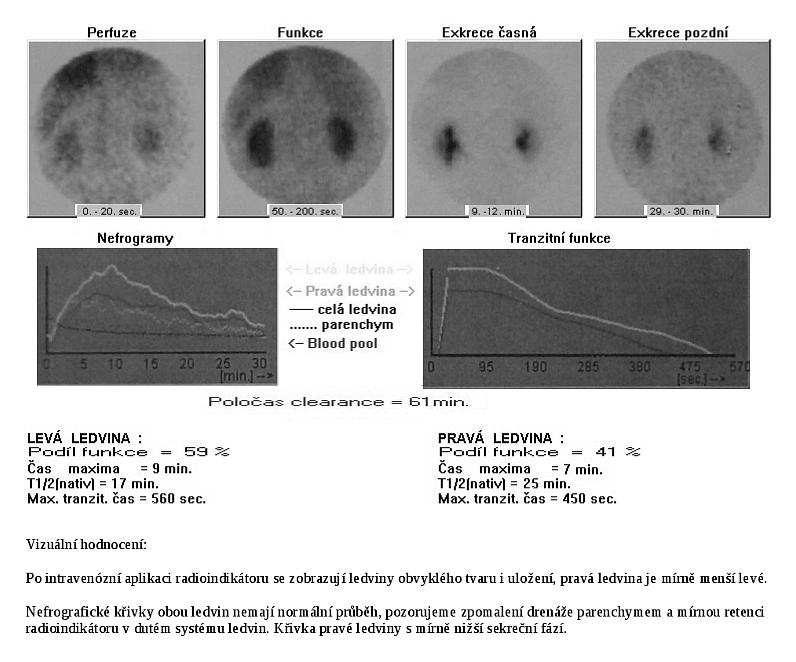
Obr. 1: Protokol

Dynamická funkční scintigrafie ledvin je vyšetření, které ve svém výsledku poskytuje obrazovou informaci o funkčním parenchymu ledvin a navazujících močových cestách. Umožňuje posoudit funkci ledvin nebo jejich částí a vyhodnotit odtokové poměry. 

## Popis
Scintigrafie je obecně diagnostická metoda používaná v nukleární medicíně. Je založena na snímání záření emitovaného vnitřně podanými radionuklidy (radiofarmaka). Záření se snímá gamakamerami do podoby dvojrozměrných obrazů. Funkční scintigrafie ledvin se provádí buď vsedě nebo vleže. Detektor scintilační kamery opatřený zaměřovačem je přiložen k zádům pacienta v oblasti ledvin. Po intravenózní aplikaci kontrastní látky začíná snímkování. 

## Vyhodnocování
Celkové vyhodnocování dynamické funkční scintigrafie ledvin zahrnuje: 
- vizuální hodnocení snímků distribuce radioaktivity v ledvinách,
- kvantitativní zpracování křivek prvního průtoku radioindikátoru, stanovení parametrů perfuze,
- hodnocení a kvantitativní zpracování dalších křivek získaných při vyšetření,
- určení globální funkce ledvin a funkce každé ledviny zvlášť, stanovení glomerulární filtrace, tubulární funkce resp. efektivního průtoku plazmy,
- konstrukce tranzitních funkcí (křivek) a stanovení tranzitních časů průchodu radioindikátoru ledvinami a jejich částmi,
- vytištění protokolu, který obsahuje veškeré požadované údaje, snímky důležitých fází, křivky, kvantitativní parametry, interpretace a závěr. [2]

## Příklad
Obr. 1 ukazuje podstatnou část možného výstupního protokolu jako výsledku dynamické funkční scintigrafie ledvin. 
Protokol obsahuje snímky ledvin v důležitých fázích scintigrafie: perfuzní fáze (0-20 s), parenchymatozní fáze (50-200 s), časná exkrece (9-12 min.) a pozdní exkrece (29-30 min.). Dále obsahuje nefrografické křivky (nefrogramy) a tranzitní funkce ledvin. Následuje přehled některých důležitých parametrů a slovní závěr. 
Po intravenózní aplikaci radioindikátoru se zobrazují ledviny obvyklého tvaru a uložení. Pravá ledvina je mírně menší než levá. Nefrografické křivky ledvin nemají normální průběh. Pozorujeme zpomalení drenáže parenchymem a mírnou retenci radioindikátoru v dutém systému ledvin. Křivka pravé ledviny s mírně nižší sekreční fází. Podíl funkce levé ledviny činí 59 % a podíl funkce pravé ledviny činí 41 %. 
Součástí protokolu bývá i vypočtená hodnota glomerulární filtrace, kterou není třeba zjišťovat jinou metodou (např. clearance). Fyziologické hodnoty pro dospělého ve věku 20-60 let jsou v intervalu 1,3-2,6 ml/s/1,73 m². Závisí na věku a pohlaví. Interval 0,15-0,5 ml/s/1,73 m² značí nedostatečnou funkci ledvin, výsledek pod 0,15 ml/s/1,73 m² je při renálních selháních.  